# Domenico Patterlini
Domenico Patterlini – włoski skoczek narciarski. Uczestnik mistrzostw świata.
W swojej karierze raz wziął udział w rywalizacji skoczków narciarskich na mistrzostwach świata seniorów – w 1927 w Cortinie d’Ampezzo został sklasyfikowany na 33. pozycji (w pierwszej serii oddał skok na odległość 39,5 metra, a wynik z drugiej serii nie zachował się w źródłach).
W 1927 zdobył tytuł mistrza Włoch w skokach narciarskich (oprócz niego na podium stanęli: drugi Luigi Faure i trzeci Ernesto Zardini).